# Počasni penzioner (1957.)
Počasni penzioner je hrvatska televizijska drama iz 1957. godine, u režiji Mire Marottija i Antona Martija, po scenariju Jože Horvata. Iako je u ondašnjem tisku najavljena kao originalna TV-igra, riječ je zapravo o televizijskoj adaptaciji istoimene radiodrame potonjeg koja je praizvedena 2. svibnja 1956. na Radiju Zagreb.
Drama je premijerno prikazana 22. rujna 1957. na Televiziji Zagreb.

## Glumačka postava
- Mladen Šerment
- Nela Eržišnik
- Ivan Šubić
- Vlado Krstulović
- Branka Strmac

## Vanjske poveznice
- Počasni penzioner u internetskoj bazi filmova IMDb-a